# Haim Ramon

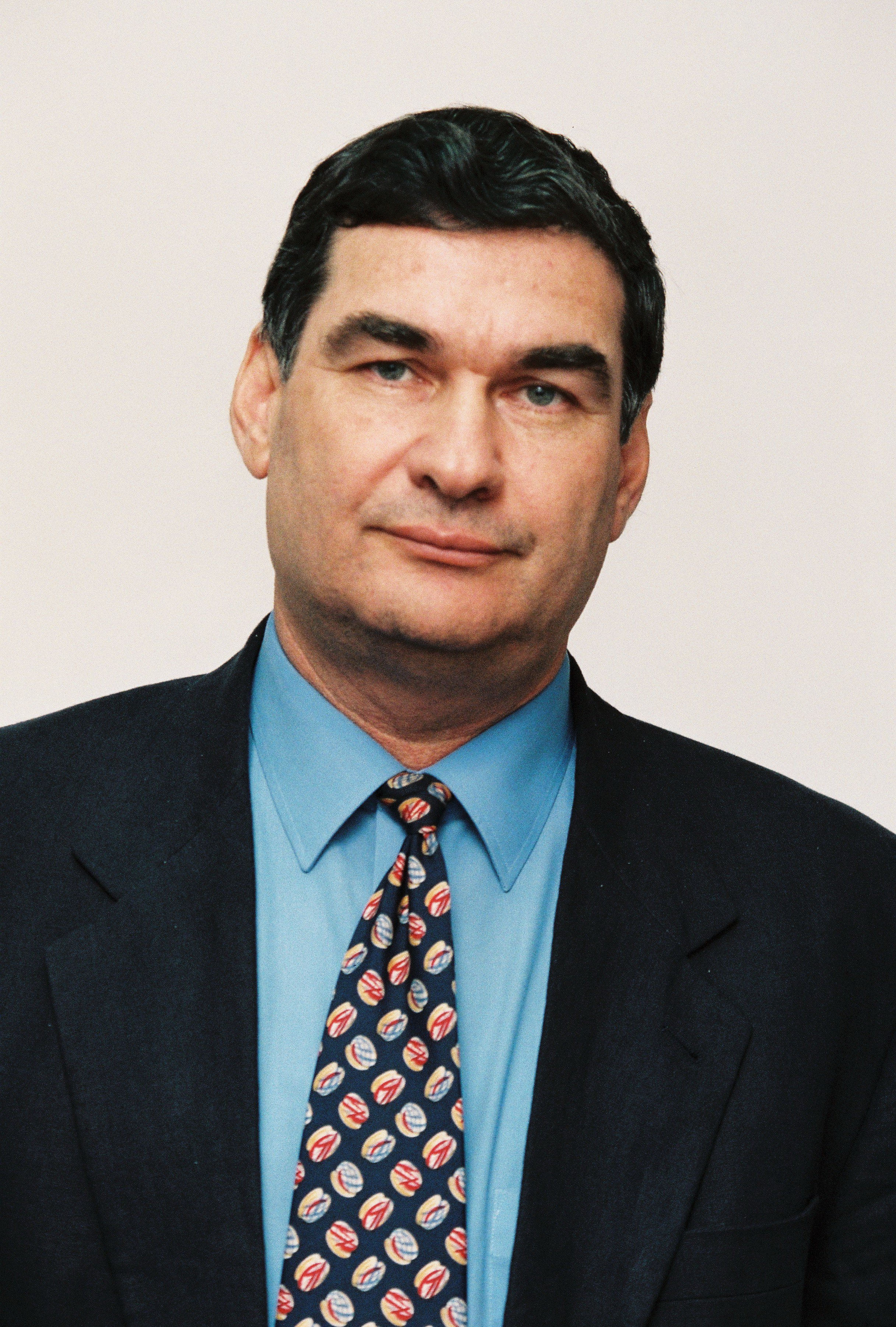
Haim Ramon

Haim Ramon (Hebreeuws: חיים רמון) (Jaffa, 10 april 1950) is een voormalig Israëlisch politicus.
Vanaf zijn militaire dienst bij de luchtmacht was hij een actief lid van de Arbeidspartij, voor welke hij vanaf 1981 Knessetlid en vanaf 1992 minister van gezondheidszorg werd. Zijn hervorming van de gezondheidszorg in Israël werd getorpedeerd door Israëls grootste vakbond, de Histadroet, die ook controle heeft over het grootste Israëlische ziekenfonds. De vakbond stond onder controle van zijn eigen partij, maar ook van de grotere arbeidersbonden bij bedrijven met monopolieposities binnen de economie, zoals het Israëlisch elektriciteitsbedrijf.
Na de tegenslag en door onvoldoende steun van zijn premier, Yitzchak Rabin, trad hij af in 1994 en hield hij zijn bekende walvissentoespraak. Met Amir Peretz als zijn tweede bestormde hij de vakbond op een eigen lijst en won daar de verkiezingen met verve. Ook hier hield Ramon niet lang vol en na het voltooien van de hervorming in Israëls gezondheidssysteem en de verhuizing van de Histadroet van Tel Aviv naar Jeruzalem, liet hij het bestuur over aan Amir Peretz. De voormalige burgemeester van Sderot (in 2006 leider van de Arbeiderpartij) ontpopte zich wel tot ware arbeidersleider, maar verhuisde de Histadroet geleidelijk terug naar Tel Aviv.
Hij stond terecht voor het zoenen zonder toestemming van de partner en trok zich later terug uit de politiek.